# Anii 1530
Secole: Secolul al XV-lea - Secolul al XVI-lea - Secolul al XVII-lea
Decenii: Anii 1480 Anii 1490 Anii 1500 Anii 1510 Anii 1520 - Anii 1530 - Anii 1540 Anii 1550 Anii 1560 Anii 1570 Anii 1580
Ani: 1530 1531 1532 1533 1534 1535 1536 1537 1538 1539